# Altiverruca longimandible
Altiverruca longimandible is een zeepokkensoort uit de familie van de Verrucidae. De wetenschappelijke naam van de soort is voor het eerst geldig gepubliceerd in 2010 door Chan, Prabowo & Lee.